# 廣島 昭和20年8月6日
《廣島 昭和20年8月6日》是2005年8月29日在東京廣播公司（TBS）播放的一齣劇集。劇中講述住在廣島市產業獎勵館的四姊弟在1945年（昭和20年）7月16日和8月6日20日間的故事。在關東地區的平均視聽率19.1%，在廣島地區則有28%。
此劇TBS開局50周年紀念「淚光閃閃計劃」的第一齣劇集，並獲得2006年日本民間廣播聯盟民放連賞劇集組別的最優秀作品獎。

## 劇情概要
2005年，廣島和平紀念公園內，一名老紳士向一群進行學習旅行的高中生講述教科書沒有記載、有關60年前廣島原爆的故事。故事是關於住在圓頂屋附近的三姊妹。
在60年前的廣島市，矢島的長女志信繼承死去母親的遺志，在天神町經營旅館。家中還有在小學擔任臨時教師的次女信子、就讀中學的三女真希，和么子年明。一天，年明被徵召入少年空軍，家中的意見不一，信子強烈反對，真希則認為為國捐軀亦無不可。儘管年明自己也不願意，但他在翌日還是把剛領養的小狗交給姐姐，就出征去了。志信收到了三年前入伍的戀人重松的信件。當時，附近的城市都遭受盟軍空襲，但廣島市卻沒有。為了被免建築物成為空襲目標，軍隊下令小學生每天都要幫拆掉民房。信子不忍看見學生要拆掉自己的屋子，便帶着他們到海邊遊玩，可是被軍隊以違反軍法的罪名逮捕，幸得志信相識的將領通融，信子才被釋放。後來，在產業獎勵館工作的大原向信子求婚，說待戰爭結束便會迎娶她。真希看見一起在學校工場工作的朝鮮人美花經常被軍官針對，有一天終於協助她逃出了。志信隱藏了真希和美花，使她們得以避過搜查的軍官。志信為信子準備婚禮期間，也再次收到重松的信件，說將會在8月6日上午9時回到廣島。
8月6日，天氣晴明。就在這時，美國決定了廣島市為原子彈攻擊目標。信子發現了自己懷孕，並往產業獎勵館告訴了大原。真希把志信所造的鞋子送給了美花，和她一同練習跳舞。志信則緊握著時鐘，期盼着重松回來。突然，廣島市發出刺眼閃光，原子彈的衝擊也破壞了市外的火車。火車上的重松大難不死，但當他冒着黑雨回到廣島市時，發現廣島市已頓成頹垣敗瓦了。志信死前緊握的時鐘，還顯示着爆炸的時間：8時15分。信子和大原死於產業獎勵館，真希也頃刻死亡了。三姊妹對未來的夢想一瞬間幻滅。

## 演員
- 矢島志信（松隆子）
- 矢島信子（加藤愛）
- 矢島真希（長澤正美）
- 矢島年明（富浦智嗣（年青）、西田敏行（年老））
- 重松道昭（國分太一）
- 大原靖秀（玉山鐵二）
- 金田美花（深田燁子）
- 廣瀨將校（石丸謙二郎）
- 被服工場教官（甲本雅裕）
- 郵差（泉谷茂）
- 衛兵（光石研）
- 真希的同學（森田このみ）
- 高校生（府金重哉）

## 再編集版
- 播放日：2006年9月29日 21:00-23:00

## 製作組
- 腳本：遊川和彦
- 編成：山田康裕
- 宣傳：清水雅哉、秋山真人
- 特技：タカハシレーシング
- 主題曲：「淚光閃閃」（夏川里美）
- 製作：八木康夫
- 導演：那須田淳
- 演出：福澤克雄

## DVD
- 「廣島 昭和20年8月6日」2006年8月2日發售

## 外部連結
- 廣島昭和20年8月6日 （页面存档备份，存于）